# Scaevola plumieri
Espèce
Classification phylogénétique
Scaevola plumieri est un petit arbuste de la famille des Goodeniaceae, originaire du sud-ouest des États-Unis (de la Floride au Texas). peut atteindre 1 m de hauteur, c'est un buisson au feuillage persistant aux feuilles succulentes qui produit des fleurs blanches et des baies rondes, noires.

## Usage
Il est planté sur les dunes de sable pour fixer le sol.

## Galerie

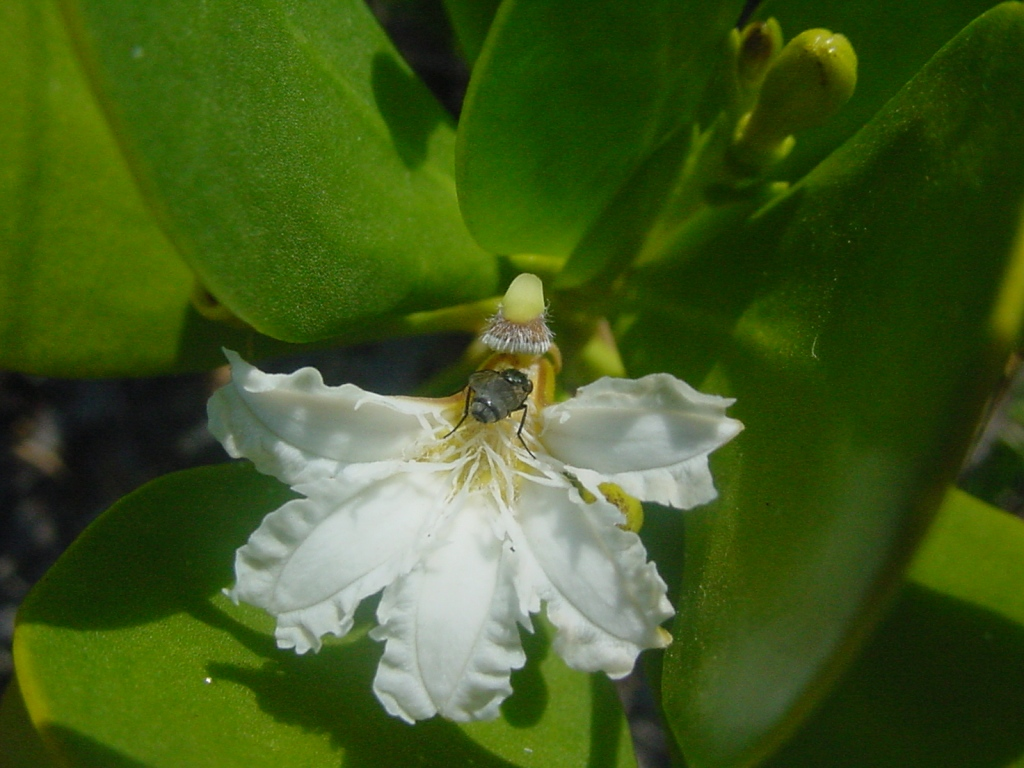
Fleur
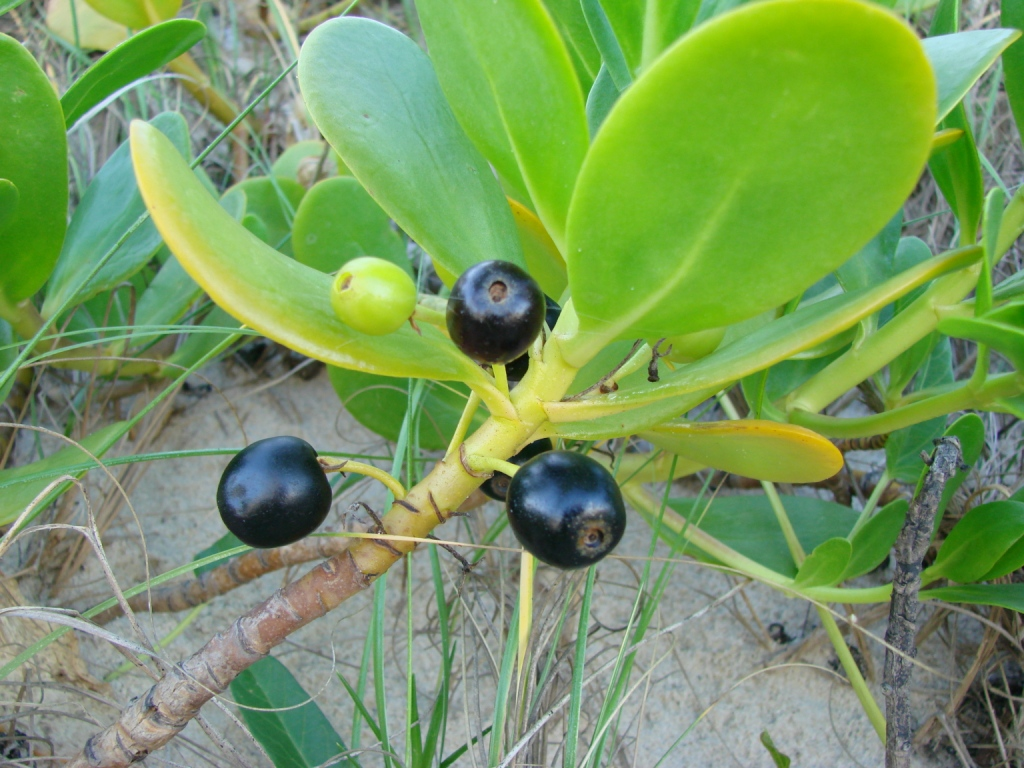
Fruit et feuille
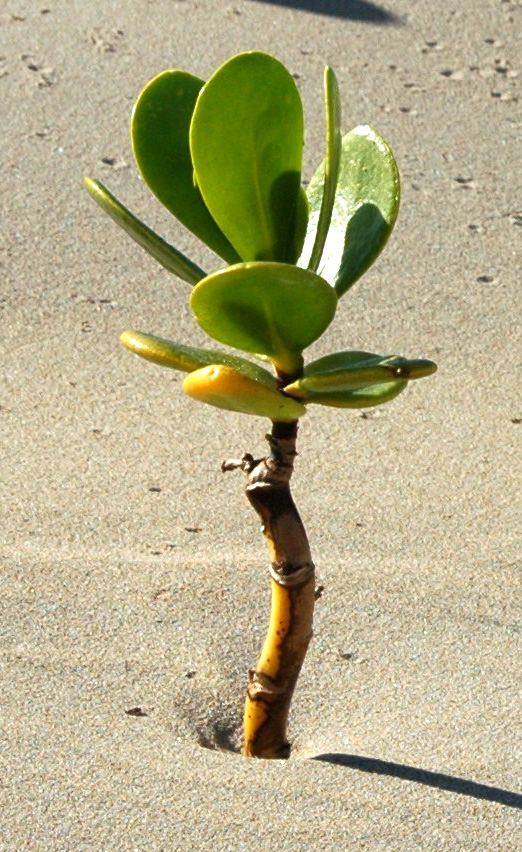
Habitat